# 卡洛斯·卡薩吉瑪斯

畢卡索1903年的《La Vie》，克利夫蘭藝術博物館。從1901年至1903年，畢卡索繪製了數幅他的朋友卡薩吉瑪斯的遺像。

卡洛斯·卡薩吉瑪斯（Carlos Casagemas，1881年9月27日出生於巴塞羅那，1901年2月17日死於巴黎）是一位加泰羅尼亞畫家，是巴勃羅·畢卡索的摯友。
二人第一次會面是在巴塞羅那咖啡館四隻貓。1901年二人從巴塞羅那搬到巴黎，但卡薩吉瑪斯因向杰曼·皮喬特（Germaine Pichot）求愛不成開槍自殺。 皮喬特後來則成爲了畢卡索名作《亞威農少女》中的一個模特。

## 外部連結
- The Death of Casagemas: early Picasso, the Blue Period, mortality, and redemption（页面存档备份，存于） from National Institutes of Health website